# Bernadete Abaurre
Maria Bernadete Marques Abaurre é uma linguista brasileira conhecida por suas pesquisas sobre fonologia e aquisição da escrita. É doutora em linguística pela Universidade Estadual de Nova York em Buffalo, sob a orientação de Joan Bybee, e professora aposentada do Instituto de Estudos da Linguagem da Universidade Estadual de Campinas. Foi presidente da Associação Brasileira de Linguística de 1989 a 1991 e do Grupo de Estudos Linguísticos do Estado de São Paulo de 1987 a 1989.